# Сорочинський ярмарок (фільм, 2004)
«Сорочинський ярмарок» — українсько-російський музичний фільм, знятий у 2004 році за мотивами однойменного твору М. В. Гоголя. Режисер — Семен Горов, композитор — Костянтин Меладзе, автори текстів пісень — Костянтин Меладзе і Діанна Гольде.
Прем'єра відбулася на початку 2005 року: в Україні — 1 січня на каналі «Інтер», у Росії — 2 січня на «Першому каналі».

## Сюжет
Багатий селянин Солопій Черевик (Анатолій Дяченко) вирушає на Сорочинський ярмарок продавати пшеницю. Разом з ним їде його сварлива дружина Хівря (Андрій Данилко) і дочки Параска (Надія Мейхер), Горпина (Світлана Лобода) і Мотря (Віра Брежнєва).
На ярмарку Параску зустрічає парубок Грицько (Георгій Хостікоєв) і закохується в неї. Мачуха Хівря проти їхнього весілля. Раптом Грицько знайомиться з циганкою-ворожбиткою (Софія Ротару), яка в обмін на дешевих коней допомагає йому умовити батьків Параски віддати за нього дочку.
Паралельно розвиваються події, пов'язані з таємничою історією про «червону свитку». Врешті-решт все закінчується радісним весіллям.

## Зйомки
Знімався фільм у районі Переяслава, на березі Трубежу, а також у музею просто неба в Пирогові.

## Відмінності від повісті Гоголя
- У фільмі у Параски з'являються дві сестри — Горпина й Мотря, яких не було в повісті.
- В фільмі Хивря не мачуха донькам, а рідна мати, сварлива, але рідна, що протилежне повісті.
- Сюжетна лінія з циганкою також відсутня в повісті — там згадується лише циган.
- В кінці фільму Хивря погоджується з вибором Параски та благословляє молодих, в повісті було навпаки.

## У ролях
| - Георгій Хостікоєв — Грицько - Надія Мейхер — Параска - Андрій Данилко — Хівря - Анатолій Дяченко — Солопій Черевик - Валерій Меладзе — чорт - Софія Ротару — циганка - Андрій Федорцов — москаль - Юрій Гальцев — піп - Інна Білоконь — кума Цибулиха - Сергій Мельниченко — кум Цибуля - Віктор Цекало — жид-шинкар - Василь Баша — козак - Володимир Задніпровський — московський купець | - Руслана Писанка — акторка на ярмарку - Ірина Білик — іноземна співачка - Віра Брежнєва — Мотря, сестра Параски - Світлана Лобода — Горпина, сестра Параски - Петро Чорний — циган - Юрій Радковський — друг Грицька - Ярослав Гуревич — друг Грицька - Георгій Дрозд — кравець - Любов Богдан — дружина шинкаря - Йосип Найдук — пан - Лілія Майборода — крамарка уживаними речами - Володимир Горобей — писар |

## Знімальна група
- Режисер-постановник: Семен Горов
- Автори сценарію: Аркадій Гарцман, Семен Горов, Ігор Шуб
- Оператор-постановник: Олексій Степанов
- Композитор: Костянтин Меладзе
- Автори текстів: Костянтин Меладзе, Діанна Гольде
- Продюсерська група: Тарас Гавриляк, Влад Ряшин

## Список композицій
У фільмі прозвучало десять пісень, з них три українською, і сім — російською мовою (пісня «Ти напився як свиня» містить лише окремі україномовні вирази).
Автор музики Костянтин Меладзе. 
| #                          | Назва                              | Автор слів            | Виконавець чи виконавці                                               | Тривалість |
| -------------------------- | ---------------------------------- | --------------------- | --------------------------------------------------------------------- | ---------- |
| 1.                         | «Ти напився як свиня»              | К. Меладзе            | Андрій Данилко                                                        | 3:37       |
| 2.                         | «Ты понравилась мне»               | К. Меладзе            | Валерій Меладзе                                                       | 4:06       |
| 3.                         | «Нормально»                        | Діана Гольде          | Руслана Писанка та Андрій Федорцов за участю хору «Берегиня»          | 3:41       |
| 4.                         | «Он меня не нашел/Я же его любила» | К. Меладзе            | Софія Ротару                                                          | 4:22       |
| 5.                         | «Мне оно не нравится»              | К. Меладзе            | Анатолій Дяченко за участю ВІА Гра                                    | 3:44       |
| 6.                         | «Ой говорила чиста вода»           | Д. Гольде             | ВІА Гра                                                               | 4:00       |
| 7.                         | «Квітка-душа»                      | Діана Гольде          | Ніна Матвієнко за участю хору «Берегиня»                              | 5:11       |
| 8.                         | «Побегу по радуге»                 | К. Меладзе            | Ірина Білик за участю хору «Берегиня»                                 | 4:22       |
| 9.                         | «Кажуть все мине»                  | Д. Гольде             | Георгій Хостікоєв                                                     | 3:36       |
| 10.                        | «Не купишь любовь»                 | Д. Гольде, К. Меладзе | А. Данилко, ВІА Гра, В. Меладзе, С. Ротару, за участю хору «Берегиня» | 4:28       |
| Загальна тривалість: 41:07 |                                    |                       |                                                                       |            |

У 2005 році пісні з фільму вийшли окремим альбомом «Сорочинская ярмарка». Проте, зміст дещо відрізняється від саундтреку: пісню «Кажуть все мине» виконав Костянтин Меладзе, а «Ой говорила чиста вода» представлена в запису за участі не Світлани Лободи, а Альбіни Джанабаєвої.

## Цікаві факти
- На заголовних титрах назва фільму написана як «Сорочінская ярмарка» (через «українське» і), що суперечить українському правопису.
- Впадає в око історична неточність костюму дочок Черевика — помітно оголений живіт[en]. Ця деталь явно немислима в дівочому вбранні першої половини XIX ст.